# 임상호 (역도 선수)
임상호(1967년 9월 30일~)는 조선민주주의인민공화국의 역도 선수이다. 1992년 하계 올림픽에 조선민주주의인민공화국 대표 선수로 참가했다.